# Capela Sant'Aninha
A Capela de Sant'Aninha é um templo católico localizado no Solar Sant'Aninha, em Laranjeiras, no Brasil.

## Monumento de fé
Construída no local onde havia um depósito de pólvora, no sítio Sant'Aninha, esta capela foi erguida no ano de 1860. Seu altar-mor é caracterizado por uma talha dourada suntuosa, que pode ser associada à riqueza do engenho em que se localiza, por ocasião de sua construção.
É uma das capelas particulares mais ricas do Nordeste, nela encontrando-se peças em ouro maciço.[carece de fontes?]